# Arkbaşı, Kocaköy
Arkbaşı là một xã thuộc huyện Kocaköy, tỉnh Diyarbakır, Thổ Nhĩ Kỳ. Dân số thời điểm năm 2008 là 776 người.